# Быков, Леонид Фёдорович
Леони́д Фёдорович Бы́ков (укр. Леонід Федорович Биков; 12 декабря 1928, Знаменка, Славянский район, Артёмовский округ — 11 апреля 1979, 46-й километр трассы Киев — Минск, Вышгородский район, Киевская область) — украинский советский актёр, кинорежиссёр, сценарист; заслуженный артист РСФСР (1965), народный артист Украинской ССР (1974), лауреат Государственной премии Украинской ССР им. Тараса Шевченко (1977).

## Биография

### Ранние годы
Родился 12 декабря 1928 года в селе Знаменка Славянского района Артёмовского округа Украинской ССР в крестьянской семье. Отец — Фёдор Иванович Быков (род. 23 декабря 1898), рабочий, участник Первой мировой и гражданской войн, работал вальцовщиком на Краматорском металлургическом заводе; мать — Зинаида Панкратовна Быкова (род. 1907), домохозяйка. Родители Леонида однофамильцы. Старшая сестра — Луиза (род. 1927).
В 1930 году семья переехала в Краматорск, где Леонид окончил среднюю школу № 6, там же впервые вышел на сцену местного дома культуры имени Ленина.
Во время Великой Отечественной войны с 1941 по 1943 год вместе с семьёй находился в эвакуации в Барнауле. С детства мечтал об авиации и дважды поступал в лётные училища: первый раз — в Ойрот-Туре (1943), куда была в 1942 году эвакуирована 2-я Ленинградская школа военных лётчиков, но туда его не взяли из-за приписанного себе возраста и маленького роста; второй раз — в Ленинграде (1945), во 2-ю спецшколу для лётчиков, которая была по окончании войны расформирована.

### Актёр и режиссёр
В 1947 году в театральный институт в Киеве принят не был, поступил и затем окончил актёрский факультет Харьковского театрального института (1951). В 1951—1960 годах был актёром Харьковского государственного академического украинского театра имени Т. Г. Шевченко. В театре начиналась его актёрская карьера, он играл стилягу в комедии «Улица Трёх соловьёв, 17» и Павку Корчагина в постановке «Как закалялась сталь».
В кино свою первую роль сыграл в 1952 году в фильме «Судьба Марины» (снятая в том же году производственная драма "Победители" была положена "на полку"). Большую известность ему принесли комедии «Укротительница тигров» (1954) и «Максим Перепелица» (1955): первая вышла в лидеры советского кинопроката (второе место при 36,7 миллионах зрителей), а главная роль солдата Максима Перепелицы на долгие годы стала визитной карточкой Быкова, что доставило ему немало проблем в работе.
В 1959 году переехал в Ленинград, где до 1969 года был актёром и режиссёром на «Ленфильме». В 1961 году вместе с Гербертом Раппопортом снял короткометражную ленту «Как верёвочка ни вьётся…». Фильм остался за пределами внимания как зрителей, так и критики. В 1963 году пробовался на роль Деточкина в фильме «Берегись автомобиля». В том же году уже самостоятельно снял полнометражную комедию «Зайчик», в которой сыграл главную роль. Картина подверглась острой критике, а Быков «заработал» свой первый инфаркт.
В числе лучших его ролей в кино тех лет можно назвать Богатырёва («Дорогой мой человек», 1958), Лёшку Акишина («Добровольцы», 1958), Алёшку («Алёшкина любовь», 1960), Лёшу Штыкова («Осторожно, бабушка!», 1960), Гаркушу («На семи ветрах», 1962), Сашко Макаренко («Разведчики», 1968).
В 1969 году, поддавшись на уговоры руководства Киностудии имени А. Довженко, перебрался в Киев, где, однако, не получил обещанного поля для деятельности: Быков стремился снимать лирическую комедию, а руководство студии требовало от него «второго Максима Перепелицу»; всё это вылилось в конфликт, режиссёр надолго остался без работы и впал в депрессию.
В конце 1960-х годов вместе с Евгением Оноприенко и Александром Сацким был создан сценарий фильма о лётчиках, который долго не пропускала цензура из-за его «негероичности». Наконец, в 1972 году Быков приступил к съёмкам кинокартины «В бой идут одни „старики“», в которой сыграл одну из главных ролей. По утверждению журналистки Киры Бурениной, за год фильм собрал более 72 миллионов зрителей. Согласно официальной статистике, по итогам 1973 года картина заняла четвёртое место в кинопрокате при 44,3 миллионах зрителей.
В 1976 году был снят ещё один фильм на военную тему — «Аты-баты, шли солдаты…». Во время съёмок, в апреле (по другим данным — в декабре) 1976 года Быков перенёс второй инфаркт.
В 1978 году начались съёмки фантастического сатирического фильма «Пришелец» по повести Евгения Шатько «Пришелец-73», в котором Быков принял участие в качестве автора сценария, режиссёра и исполнителя двух главных ролей — колхозного механизатора Ефима Тишкина и инопланетянина Глоуза. К 1979 году были отсняты две части фильма, однако картина так и не была завершена. Кинопробы к фильму были оформлены как самостоятельное 10-минутное кинопроизведение, удостоенное Гран-при за комбинированные съёмки и лаконичность на фестивале в Париже (согласно сайту памяти актёра); в 2018 году фильм был выложен в сеть Также снятые фрагменты «Пришельца» (наряду с фрагментами из других кинокартин с участием артиста) были включены в документальный фильм о Леониде Быкове «…которого любили все» (1982), снятый режиссёром Леонидом Осыкой.

### Гибель
По одной из версий, во время съёмок «Пришельца» Быков написал странное письмо-завещание на имя друзей Николая Мащенко и Ивана Миколайчука, как бы предчувствуя скорую трагедию. Якобы это письмо начиналось словами: «Не верьте, если вам скажут, что это самоубийство». По другой, завещание было написано за три года до смерти, после перенесённого им инфаркта. Письмо, по воспоминаниям его дочери Марьяны, было написано на маленьком листочке бумаги, в стиле отца, с названием «А если это конец…»:

…Пусть кто-то один скажет слово «прощай», и всё. Не надо цирка, называемого почестями.
Никаких надгробных речей. «Дерболызните», кто сколько сможет, но умоляю — не дома. Пусть ребята споют «Журавли», «Серёжку с Малой Бронной», «Бери шинель», «Этот день победы», А потом пусть 2-я эскадрилья «врежет» «Смуглянку» от начала и до конца.
Очень жалею, что ничего не успел сделать путного… Вы заметили, что режиссёр я не по диплому, а по призванию? Даже свои похороны режиссирую?! Во даёт! Спасибо и пока!

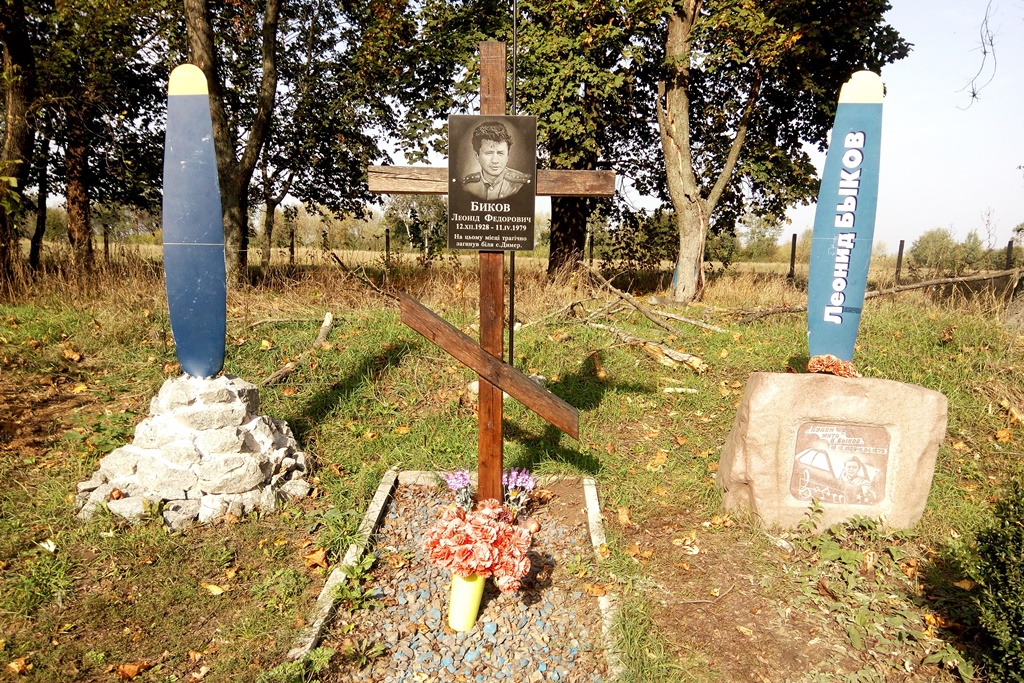
Мемориальный знак в память о Быкове на трассе возле Дымера

11 апреля 1979 года 50-летний Леонид Быков погиб в автомобильной катастрофе на 46-м километре автотрассы Киев — Минск возле посёлка Дымер. Возвращаясь на своей «Волге» с дачи под Киевом, при обгоне трактора МТЗ-50 с культиватором столкнулся со встречным грузовиком ГАЗ-53. Удар пришёлся в правую переднюю дверь и был такой силы, что актёра выбросило из автомобиля через сломавшуюся левую переднюю дверь. В ходе следственных мероприятий были проведены консультации с экспертами, автогонщиками, эксперименты на автодроме. В состав следственной комиссии входил и Алексей Ярмольский, директор одной из картин Быкова, в прошлом военный водитель. Как выяснило следствие, водитель встречного грузовика невиновен, а виновником столкновения является сам Быков.
Похоронен на Байковом кладбище в Киеве.

## Семья
Жена Тамара Константиновна Быкова (урождённая Кравченко) (1927—2010).
Сын Александр (р. 1956), проживает в Канаде, четверо детей, дочь Марьяна.

## Память
- В 1994 году Международный астрономический союз присвоил одной из малых планет имя «Быков»[25].
- В честь актёра в городе Краматорске названа улица микрорайона Лазурный.
- В честь актёра названа улица в Кургане[26].
- В ходе декоммунизации на Украине имя Леонида Быкова получили улицы в Славянске[27], Сумах[28], Харькове[29].
- Также в ходе декоммунизации переименован краматорский ГДК им. Ленина в ГДК им. Л. Быкова, где неподалёку, в апреле 2002 год установлен бронзовый бюст Леонида Быкова работы скульптора Сергея Гонтаря. 16 сентября 2018 года бюст был разрушен во время массовых гуляний; 11 декабря 2018 года бюст восстановлен[30].
- В честь актёра назван бульвар в Киеве.
- На месте гибели под Дымером установлен памятный знак[31].
- В Киеве, недалеко от аллеи Славы, находится памятник Леониду Быкову, который изображён в образе Маэстро, главного героя фильма «В бой идут одни „старики“», присевшего на крыло своего самолёта.
- В Киеве фасад дома, где жил Леонид Быков, киевский художник Николай Янок украсил символичным муралом в честь Маэстро (ул. Туманяна, 8)[32].
- В Краматорске на стене дома № 9 по улице Быкова изображён мурал в честь Маэстро[33][34][35].
- В 2017 году в Сочи художниками из Витебска Глебом Каштановым и Яном Кузьминым на одном из домов по адресу: ул. Чайковского, 2 был изображён граффити-портрет Леонид «Маэстро» Быков, приуроченный к Дню Победы[36][37].
- В 2018 году «Почта Донбасса»  выпустила почтовую марку к 90-летию Леонида Быкова[38].
- Именем Леонида Быкова назван истребитель МиГ-29МУ1 Военно-воздушных сил Украины (бортовой номер 09 белый)[39].
- В 2020 году в Калининграде СК «Монолит» при строительстве ЖК «Ютта» на стене дома по адресу: ул. Красносельская, 65 нарисовала граффити с портретом Леонида Быкова, приуроченным к 75-летию Победы в Великой Отечественной войне[40].

## Галерея

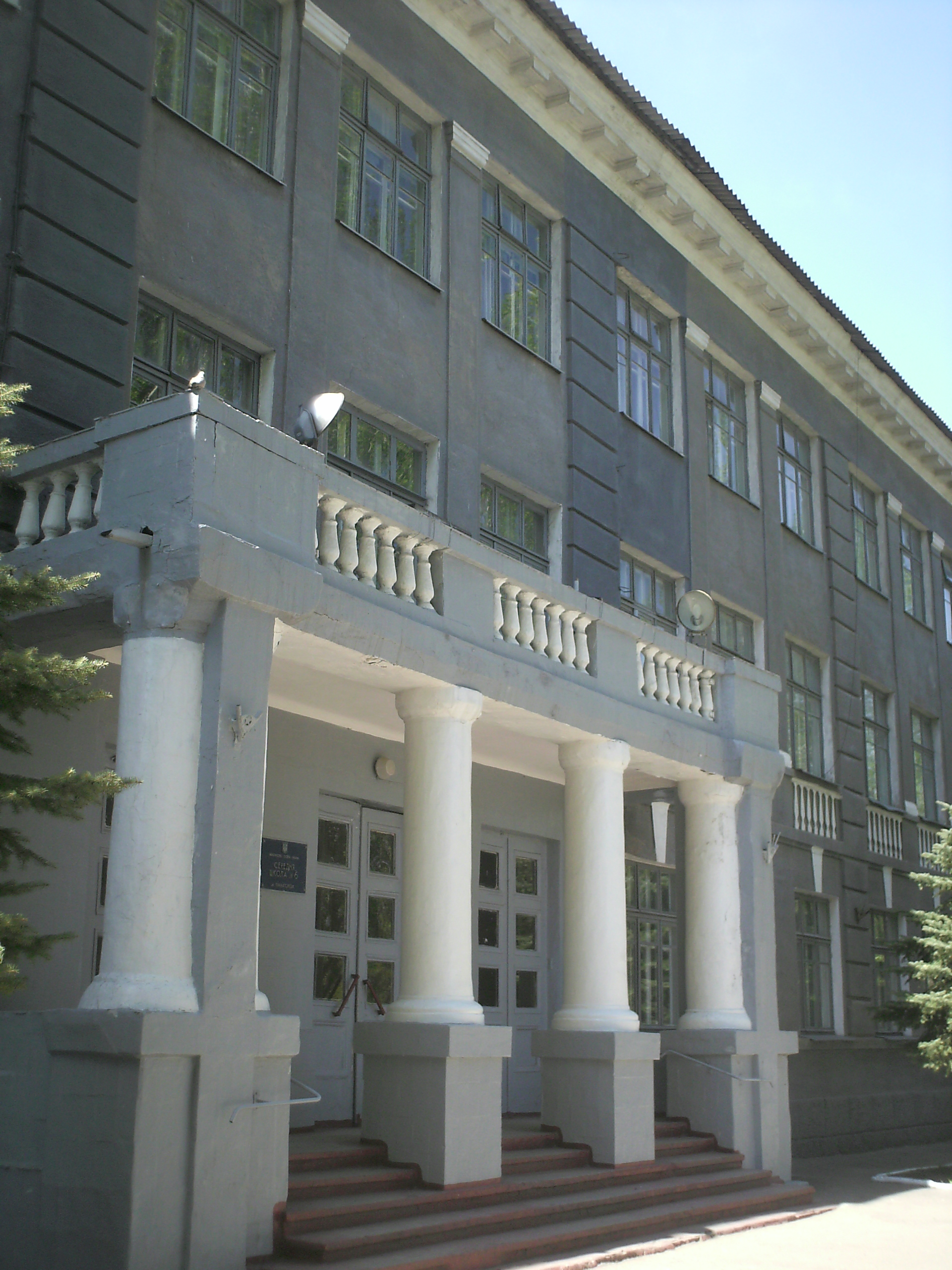
Средняя школа № 6 города Краматорска, в которой учился Быков
Памятник Леониду Быкову в Краматорске
Мемориальная доска в Харькове на театре им. Шевченко (ещё одна установлена на доме 12 по ул. Культуры, где проживал актёр)
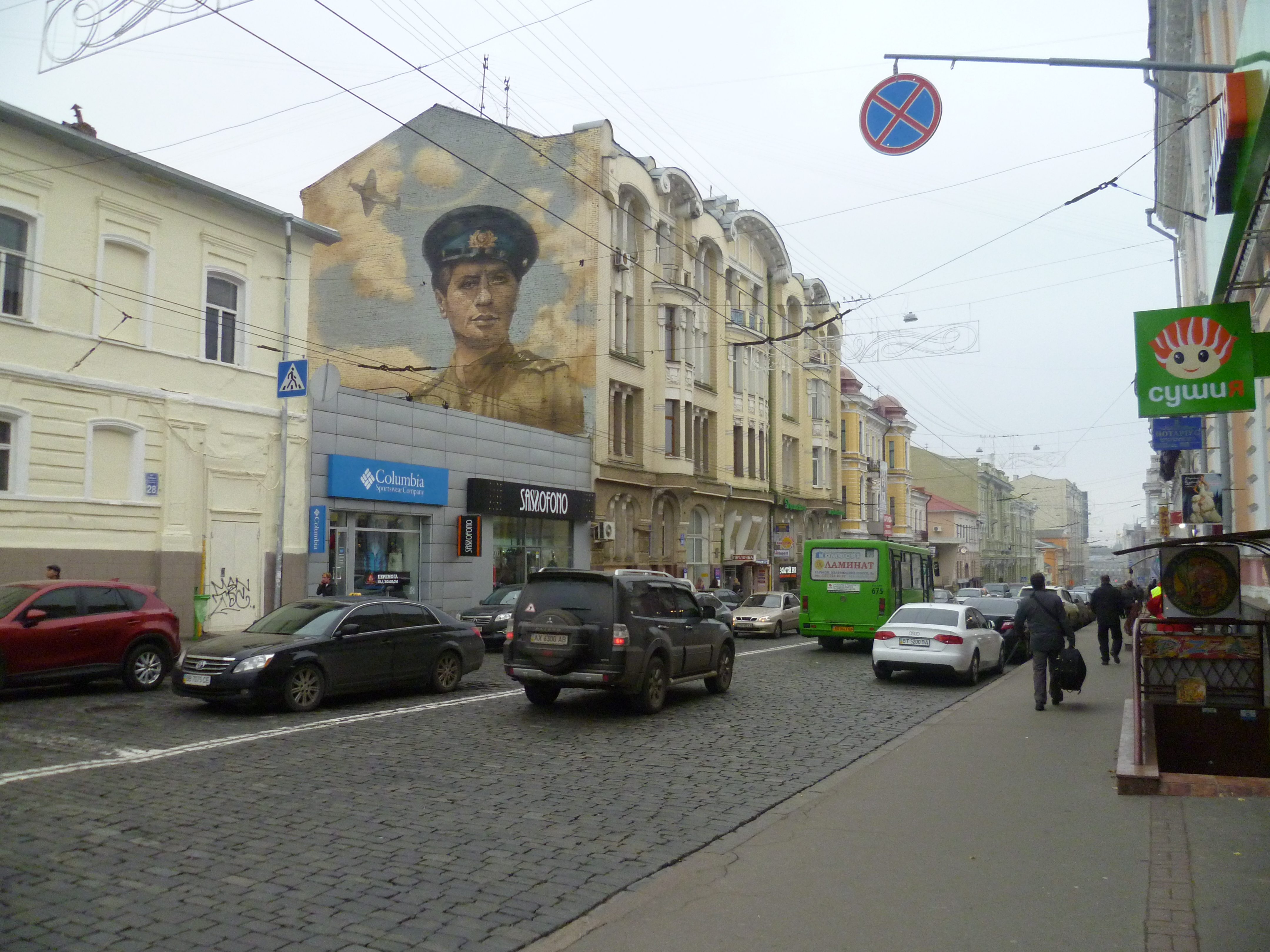
Леонид Быков в роли «Маэстро» из кинофильма «В бой идут одни „старики“». (изображение на стене дома № 26 по ул. Сумской в Харькове, 2013 год)
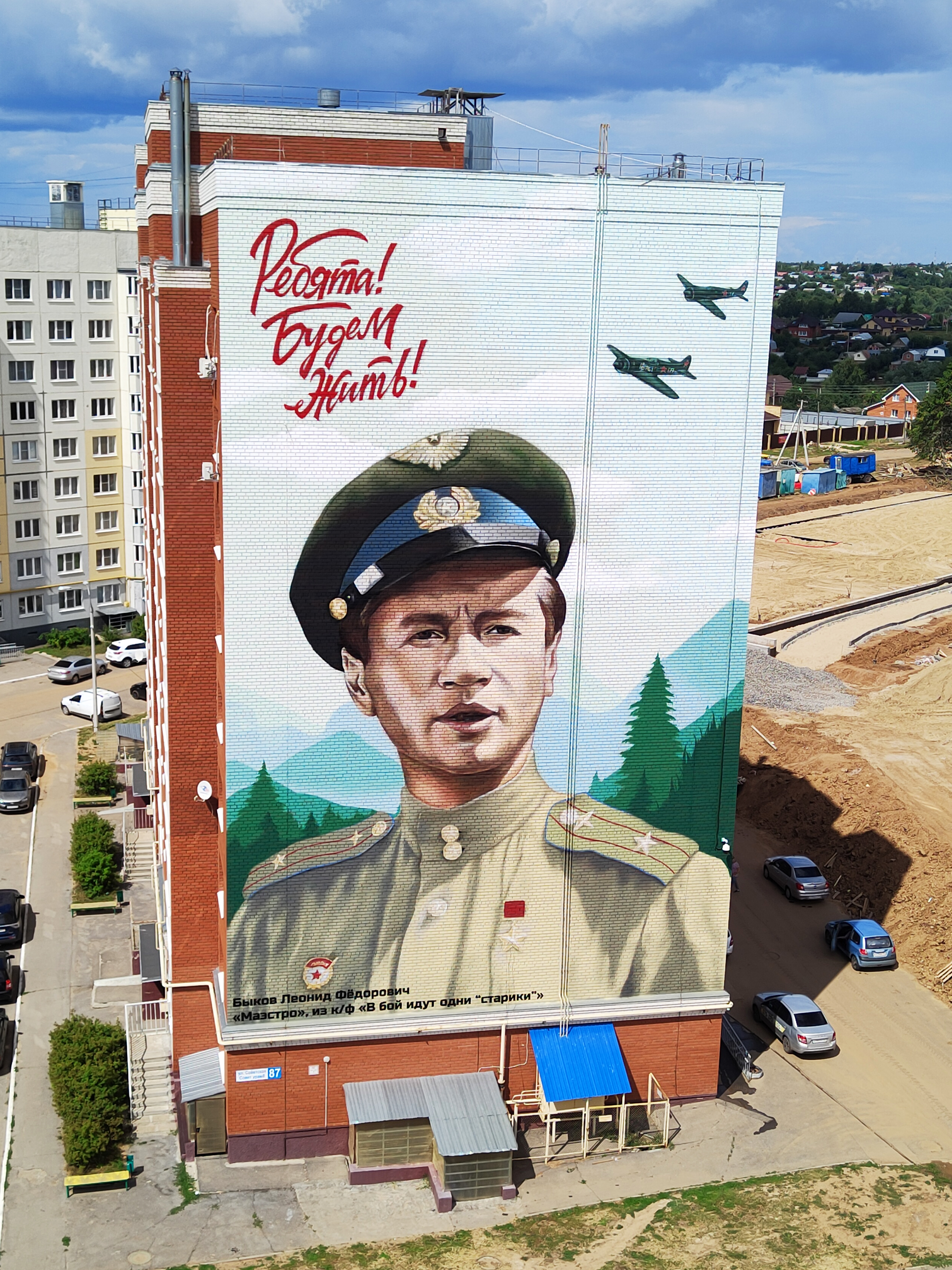
Леонид Быков, «Маэстро» из к/ф «В бой идут одни „старики“». Мурал по адресу: Кугеси (Чувашская Республика, Россия), улица Советская, дом №87 (2024 год).
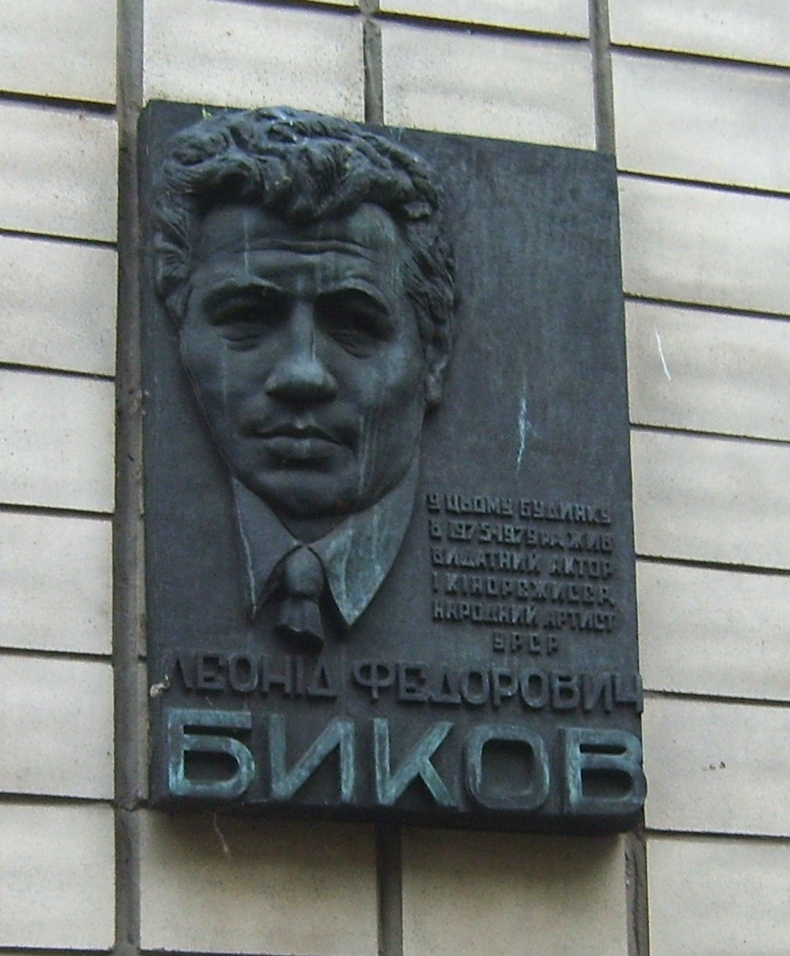
Мемориальная доска на доме 8 по ул. Ованеса Туманяна в Киеве, где в 1975—1979 годах жил Леонид Быков.
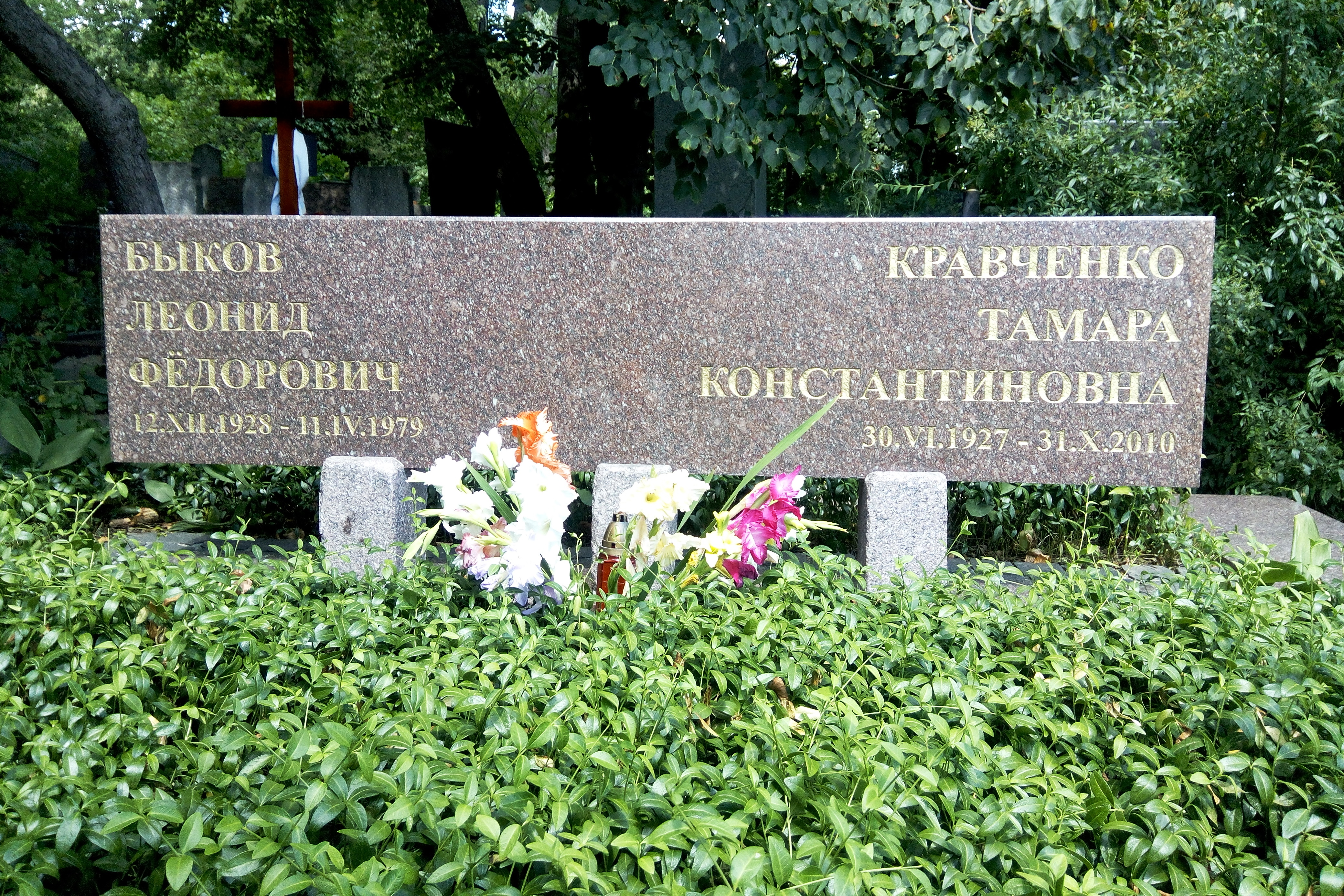
Могила Леонида Быкова и его жены Тамары Кравченко на Байковом кладбище, 2020 г.

## Фильмография

### Актёр
- 1952 — Победители (картина на экраны не вышла) — Пуговица
- 1953 — Судьба Марины — Александр Кузьмич (Сашко), колхозный баянист
- 1954 — Укротительница тигров — Петя Мокин, моряк речного флота
- 1955 — Чужая родня — Лев Захарович, учитель
- 1955 — Максим Перепелица — рядовой/младший сержант Максим Кондратьевич Перепелица
- 1957 — Рядом с нами — Николай Жуков, инженер
- 1958 — Добровольцы — Алёша Акишин
- 1958 — Ссора в Лукашах — Виктор Терентьевич Туз, колхозный механик
- 1958 — Дорогой мой человек — Паша Богатырёв
- 1959 — Майские звёзды — Алексей, танкист РККА
- 1960 — Алёшкина любовь — Алёшка
- 1960 — Осторожно, бабушка! — Лёша Штыков
- 1961 — Как верёвочка ни вьётся… — дед с коровой (нет в титрах)
- 1962 — На семи ветрах — Гаркуша, пулемётчик
- 1962 — Горизонт — бригадир целинного совхоза
- 1962 — Когда разводят мосты — Ричард, капитан буксира «Зюйд-Вест»
- 1963 — Большой фитиль — дирижёр симфонического оркестра
- 1963 — Улица Ньютона, дом 1 — эпизод (нет в титрах)
- 1964 — Зайчик — Зайчик, гримёр театра
- 1966 — В городе С. — возчик у Чехова
- 1968 — Разведчики — старшина 2-й статьи Сашко Макаренко, разведчик
- 1970 — Счастье Анны — командир продотряда
- 1971 — Где вы, рыцари? — учёный Игорь Владимирович Кресовский, доктор биохимии
- 1973 — В бой идут одни «старики» — Алексей Титаренко («Маэстро»), капитан/майор, командир «поющей» эскадрильи, позже комполка
- 1976 — Аты-баты, шли солдаты… — ефрейтор Виктор Святкин («Сват»)
- 1979 — Пришелец (не был завершён) — Ефим Тишкин, колхозный механизатор / Глоуз, инопланетянин

### Озвучивание ролей
- 1967 — Хроника пикирующего бомбардировщика — рядовой-механик Осадчий (роль Виктора Ильичёва)
- 1967 — Похищенный дирижабль (Италия, Чехословакия) — Агент 13
- 1968 — Чувства — солдат Фердинанд (роль Альгимантаса Масюлиса)

### Режиссёр
- 1961 — Как верёвочка ни вьётся…
- 1964 — Зайчик
- 1971 — Где вы, рыцари?
- 1973 — В бой идут одни «старики»
- 1977 — Аты-баты, шли солдаты…
- 1979 — Пришелец (не был завершен)

### Сценарист
- 1973 — В бой идут одни «старики»
- 1978 — Пришелец (после смерти Быкова переснят Борисом Ивченко с другим актёрским составом — Звёздная командировка)

### «Фитиль»
- Большой фитиль. Новелла «Увертюра» (1963) (актёр)
- Фитиль № 11 (1963) (сценарист, режиссёр)
- Фитиль № 15. Сюжет «Университет культуры» (1963) (сценарист)

## Фильмы о Леониде Быкове
- …которого любили все (1982, Киностудия имени А. Довженко, реж. Леонид Осыка).
- Чтобы помнили… Леонид Быков. Фильм 20 (1996)
- Не стреляйте в белых лебедей (2004)
- Леонид Быков. На последнем дыхании (2005)
- Как уходили кумиры. Леонид Быков (2006)
- Моя правда. Леонид Быков (2007)
- Улыбка Маэстро (2008)
- Леонид Быков. Арфы нет- возьмите бубен! (2023)

## Признание и награды
- Заслуженный артист Украинской ССР (1958)
- Медаль «За освоение целинных земель» (1960)
- Заслуженный артист РСФСР (29 июня 1965)
- Орден «Знак Почёта» (ноября 1967)
- Лауреат Всесоюзного кинофестиваля в номинации «Первые премии за актёрскую работу» за 1974 год
- Лауреат Всесоюзного кинофестиваля в номинации «Первые премии за художественные фильмы» за 1974 год
- Народный артист УССР (5 августа 1974)
- Государственная премия Украинской ССР им. Т. Г. Шевченко (1977) — за постановку и исполнение главных ролей в кинофильмах «В бой идут одни „старики“» (1973) и «Аты-баты, шли солдаты…» (1976)
- Орден Октябрьской Революции (30 мая 1978) — за заслуги в развитии советской кинематографии и активное участие в коммунистическом воспитании трудящихся[41]
- Нагрудный значок «Отличник культурного шефства над Вооружёнными Силами СССР»